# Bénarville
Bénarville – miejscowość i gmina we Francji, w regionie Normandia, w departamencie Sekwana Nadmorska.
Według danych na rok 1990 gminę zamieszkiwały 213 osoby, a gęstość zaludnienia wynosiła 49 osób/km² (wśród 1421 gmin Górnej Normandii Bénarville plasuje się na 689. miejscu pod względem liczby ludności, natomiast pod względem powierzchni na miejscu 740.).